# 佐藤利恵
佐藤 利恵（さとう りえ、1975年1月2日 - ）は、NBC長崎放送の元アナウンサーで、現在は、フリーアナウンサー。長崎県佐世保市出身。長崎県立佐世保西高等学校→福岡女学院大学卒業後、1997年にNBC長崎放送に入社し、2007年3月まで、NBC長崎放送に在籍した。

## 人物
- 長崎民放4局共同の地上波デジタル放送キャンペーンでデジギャル4のデジグリーン役に抜擢された。他のメンバーはデジレッド・前田真里アナ（NCC長崎文化放送）デジイエロー・千北英倫子アナ（NIB長崎国際テレビ）デジブルー・川波美幸アナ（KTNテレビ長崎）。千北英倫子アナは高校の後輩でもある。
- 中学時代に光GENJIのラジオ番組に電話出演したことがきっかけで、大のジャニーズファンである。
- 後輩の早田紀子アナ、友成由紀アナと共に“プリティキャスター”を結成し、NBC長崎放送の屋外イベント等で歌や振り付けを披露した。NBC長崎放送の『歌う天気予報』ではプロモーションビデオもOAされた。
- 2007年2月3日に結婚。
- 2007年3月31日にNBC長崎放送を退社。以降、フリーアナウンサーとして活動中。
- 2008年5月に男児を出産。
- NBC長崎放送の元アナウンサーで結成したモトアナママブのメンバーの一人。マタニティ朗読会や親子のための朗読会など長崎、福岡で開催している。

## 担当番組
- ときめきバザール（テレビ）　毎月第4月曜日19:00～19:55 （現在は産休中）

## かつて担当していた番組
- 報道センターNBC（テレビ）1999年4月～2004年3月
- あっ!ぷる（テレビ）2004年4月～2007年3月
- 九州が知りたい（テレビ・九州ネット）
- ミッドナイトNBC（ラジオ）1999年4月～2004年3月
- 歌のない歌謡曲（ラジオ）　月～金7:35～
- 梅さんの音楽時代屋（ラジオ）